# Сечко, Людмила Геннадьевна
Людмила Михайловна Сечко (род. 27 ноября 1974) — российская легкоатлетка, специалистка по толканию ядра. Выступала на профессиональном уровне в 1996—2002 годах, чемпионка России в помещении, победительница ряда международных турниров и первенств всероссийского значения, участница чемпионатов Европы в помещении 2000 года в Генте и 2002 года в Вене. Представляла Санкт-Петербург. Тренер по лёгкой атлетике.

## Биография
Людмила Сечко родилась 27 ноября 1974 года. Занималась лёгкой атлетикой в Санкт-Петербурге, проходила подготовку под руководством олимпийской чемпионки Надежды Владимировны Чижовой.
Впервые заявила о себе в сезоне 1996 года, успешно выступив в толкании ядра на международных турнирах в России, Финляндии, Великобритании, Италии. Выиграла бронзовую медаль на «Русской зиме», стала пятой на зимнем чемпионате России в Москве.
В 1997 году одержала победу на чемпионате Москвы среди военнослужащих, на Мемориале Алексеева в Санкт-Петербурге, была пятой на чемпионате России в Туле.
В 1999 году заняла четвёртое и пятое места на зимнем и летнем чемпионатах России в Москве.
В 2000 году выиграла Кубок Санкт-Петербурга, получила серебро на чемпионате Москвы среди военнослужащих и на зимнем чемпионате России в Волгограде. Благодаря череде удачных выступлений вошла в основной состав российской сборной и удостоилась права защищать честь страны на чемпионате Европы в помещении в Генте — в финале толкнула ядро на 17,73 метра, расположившись в итоговом протоколе соревнований на восьмой строке. Позднее с личным рекордом 19,51 взяла бронзу на Кубке России в Туле, стала бронзовой призёркой на Мемориале братьев Знаменских в Туле, показала восьмой результат на Кубке Европы в Гейтсхеде и четвёртый результат на летнем чемпионате России в Туле.
В 2001 году с личным рекордом в помещении 19,29 победила на Кубке Санкт-Петербурга, была лучшей на чемпионате Москвы среди военнослужащих и на международном турнире Sparkassen Cup в Штутгарте, завоевала бронзовые награды на зимнем чемпионате России в Москве и на Европейском вызове по зимним метаниям в Ницце. Помимо этого, выиграла серебряную медаль на Мемориале Знаменских в Туле, стала четвёртой на летнем чемпионате России в Туле, превзошла всех соперниц на Мемориале Куца в Москве.
В 2002 году одержала победу на чемпионате Москвы среди военнослужащих и на зимнем чемпионате России в Волгограде. Принимала участие в чемпионате Европы в помещении в Вене, где с результатом 18,14 стала пятой. Позже заняла четвёртое место на Европейском вызове по зимним метаниям в Пуле и на этом завершила спортивную карьеру.
Окончила Московский психолого-социальный университет (2021). Работает тренером по лёгкой атлетике в Спортивной школе олимпийского резерва по лёгкой атлетике и фехтованию Выборгского района Санкт-Петербурга.